# Tharra quadrifida
Tharra quadrifida är en insektsart som beskrevs av Nielson 1975. Tharra quadrifida ingår i släktet Tharra och familjen dvärgstritar. Inga underarter finns listade i Catalogue of Life.